# Brackcides Khadambi
Brackcides Khadambi (Nairóbi, 14 de maio de 1984) é uma jogadora de vôlei de praia queniana.

## Carreira
Em 2019 formou dupla com Gaudencia Makokha e disputaram o campeonato queniano, obtendo o terceiro posto na etapa de Mombasa, os títulos em tres etapas realizadas em Nairóbi, disputaram o Continental CUP Africano, com a segunda posição na fase da Tanzânia, grupo seis, no ano de 2020, vencendo aa etapa nacional em Mombasa neste mesmo ano.Em 2021 obtiveram a qualificação para os Jogos Olímpicos de Verão de 2020 vencendo as duas etapas do Marrocos pela Continental Cup Africana.